# Biff
biff là hệ thống thông báo mail trên UNIX.

## Sử dụng
Khi nhận được một tin nhắn, chương trình biff thông báo cho người nhận để anh ta có thể đọc ngay lập tức. Thông báo được gửi tới đầu cuối mà người dùng đăng nhập, chứa Tiêu đề, Người gửi vài dòng đầu của bức thư, thông báo cũng đi kèm một tiếng bíp.
Thông báo được bật bằng lệnh:
biff y
và tắt bằng lệnh:
biff n

## Các phần mềm khác
Vì một đoạn văn bản thông báo hiện ra đột ngột trên đầu cuối có thể ghi đè lên các dữ liệu hiện có trên màn hình, đôi khi biff không thích hợp sử dụng, thay vào đó là các chương trình MTA hiện đại.

## Biến thể
Vài phiên bản của biff, ví như một phiên bản trên FreeBSD 4.7  có thêm một lựa chọn ngoài y và n: b sẽ gửi thông báo bằng hai tiếng bíp, không có văn bản được gửi ra màn hình điều khiển. Lựa chọn này giúp biff dễ được chấp nhận hơn.